# Bodegas Pomar
Bodegas Pomar es una empresa vitivinícola de Venezuela ubicada en la ciudad de Carora, y sus viñedos en la población de Altagracia, Estado Lara, Venezuela.

## Historia
Bodegas Pomar inició operaciones en 1985 en Carora, en una asociación estratégica de la empresa francesa Martell (hoy parte de Pernod Ricard y la venezolana Empresas Polar). La empresa tiene sus viñedos ubicados en la población de Altagracia, con una pequeña variedad en Humocaro, Estado Lara. La empresa es, adicionalmente, proveedora de vinos sacramentales para la Iglesia Católica en el país.

## Línea
Los vinos de Bodegas Pomar son producidos con uvas cosechadas en el Estado Lara, pionero de Venezuela en producción vinícola desde el año 1974 con el establecimiento del Instituto de la Uva de la Universidad Centroccidental Lisandro Alvarado.

### Vinos jóvenes
- Pomar Frizzante, Moscato Bianco 50% y Macabeo 50%
- Pomar Blanco
- Pomar Tinto
- Pomar Rosado

### Varietales
- Pomar Sauvignon: Sauvignon Blanc 100%
- Pomar Tempranillo: Tempranillo 80%, Petit Verdot 10%, Syrah 10%
- Pomar Petit Verdot: Petit Verdot 80%, Tempranillo 10%, Syrah 10%
- Pomar Reserva: Petit Verdot 60%, Syrah 30%, Tempranillo 20%

### Espumosos
- Pomar Brut: Chenin Blanc 50%, Macabeo 25%, Malvoisie 25%
- Pomar Demi Sec: Chenin Blanc 50%, Macabeu 25%, Malvoisie 25%
- Pomar Brut Nature: Chenin Blanc 50%, Macabeo 25%, Malvoisie 25%
- Pomar Brut Rosé: Chenin Blanc 97%, Syrah 3%

## Reconocimientos
Su primera participación internacional fue en el Concurso Mundial de Bruselas en 1992 y ha recibido diversos premios internacionales, tales como medallas de oro para Pomar Petit Verdot 2008 y plata para Pomar Tempranillo 2008 en el Concurso Sélections Mondiales 2010 en Quebec, Canadá.